# SN 1946A
SN 1946A – supernowa odkryta w maju 1946 roku w galaktyce NGC 3977. W momencie odkrycia miała maksymalną jasność 18,00m.